# Wainfleet St Mary
Wainfleet St Mary – wieś i civil parish w Anglii, w Lincolnshire, w dystrykcie East Lindsey. W 2011 roku civil parish liczyła 1025 mieszkańców.